# Stevie Ray Vaughan
Pour les articles homonymes, voir Vaughan.
Stevie Ray Vaughan [ˈstivi reɪ vɔn] est un auteur-compositeur-interprète et guitariste de blues américain, né le 3 octobre 1954 à Dallas (Texas) et mort le 27 août 1990 à East Troy (Wisconsin) dans un accident d'hélicoptère. Malgré une courte carrière parfois peu connue du grand public, il est largement considéré comme l'un des plus brillants guitaristes de l'histoire de la musique et comme l'un des pionniers du renouveau du blues dans les années 1980.

## Biographie

### Jeunesse
Stephen Ray Vaughan, second fils de Martha et Jackson Lee Vaughan naît le 3 octobre 1954 à l'hôpital méthodiste de Dallas, au Texas, trois ans après son frère aîné, Jimmie Vaughan. Son père, surnommé Big Jim, travaille dans l'amiante, et mène une vie rythmée par de fréquents déménagements dans différentes villes du Texas, au gré des ouvertures d'exploitations minières. Finalement, la famille s'installe dans une petite maison de Dallas. Stephen regarde ses parents danser le western swing et écoute souvent un groupe de country : les Texas Boys. Lorsque son frère Jimmie se brise l'épaule en jouant au football américain à douze ans, un ami de la famille, Michael Quinn, lui offre sa première guitare. Peu après, Stevie possède une guitare-jouet dotée de seulement trois cordes, en plastique, signée Roy Rogers achetée dans la chaîne de magasins Sears. Les deux frères se mettent à la guitare sans jamais prendre de cours, apprenant par eux-mêmes grâce aux disques de Jimi Hendrix, des Yardbirds et des Beatles, et en s'imprégnant du jeu de grands guitaristes de blues tels qu'Albert King, B. B. King, Otis Rush et Buddy Guy.
En 1967, Stevie Ray Vaughan rejoint Brooklyn Underground. Le groupe se produit dans les soirées dansantes des écoles secondaires des environs. Il assiste à un concert de The Jimi Hendrix Experience durant lequel The Chessmen, la formation de son frère Jimmie, joue en première partie. Le jeune homme a l'occasion de voir d'autres guitaristes de blues, comme T-Bone Walker et Freddie King, ce qui le convainc de se consacrer à la musique. Sa maîtrise de la guitare pousse un groupe de reprises, The Southern Distributor, à l'engager. Il achète sa première Fender Stratocaster avec ses cachets. Il joue de la basse durant quelques mois dans Texas Storm, un groupe formé par son frère et le batteur Doyle Bramhall, jusqu'à ce que ces derniers partent pour Austin (Texas). En 1970, Vaughan est recruté par Liberation, un groupe de reprises jouant des succès pop. Il enregistre deux titres avec A Cast of Thousands, un groupe formé de camarades de classe du lycée Justin F. Kennedy, pour la compilation A New Hi, qui présente de jeunes groupes des alentours de Dallas. Peu après, Vaughan abandonne ses études afin de devenir musicien professionnel.

### Carrière

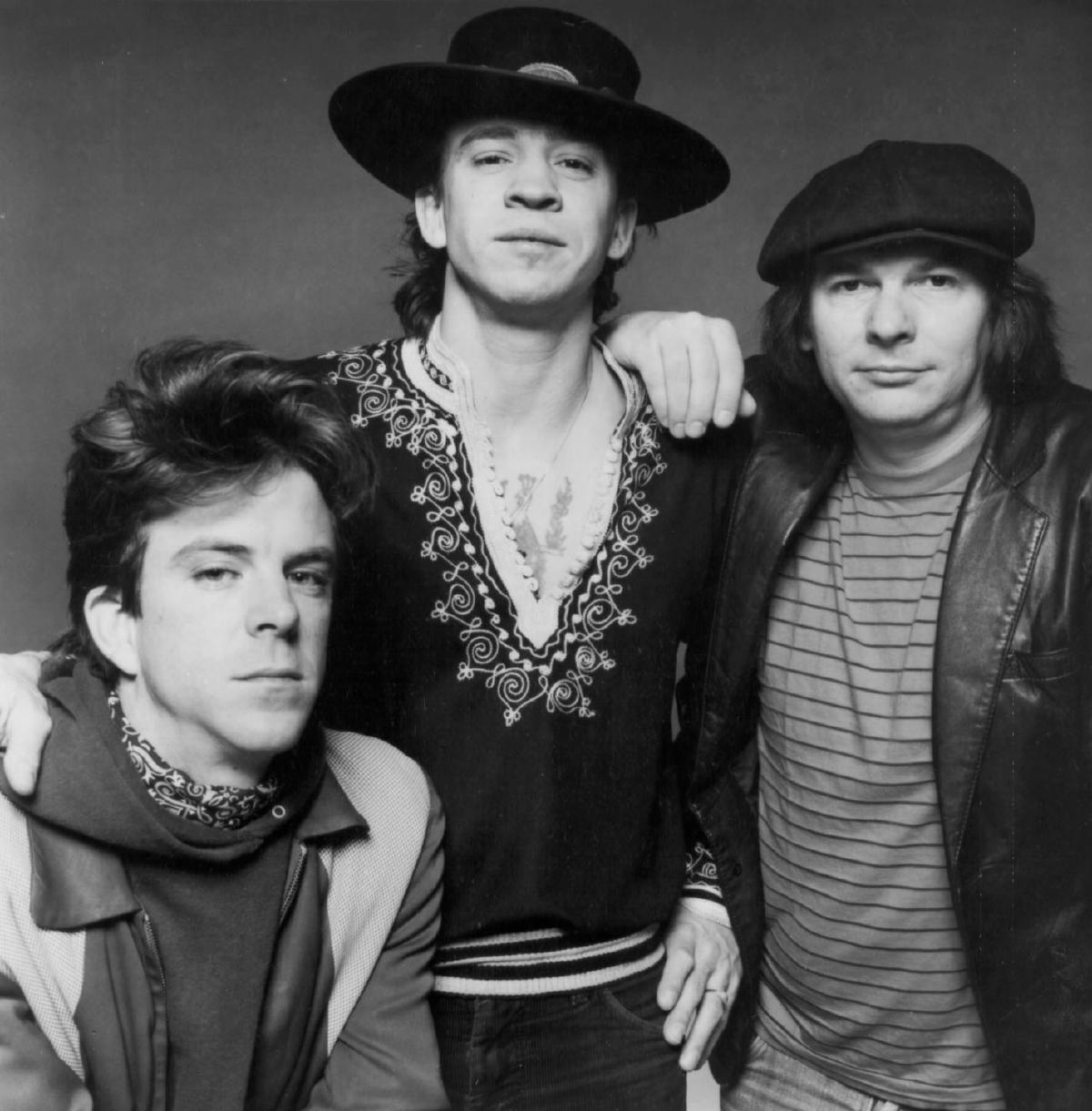
Chris Layton, Stevie Ray Vaughan et Tommy Shannon en 1983 (photo de Don Hunstein).

En 1971, Stevie Ray Vaughan quitte Liberation et forme Blackbird. Le groupe s'établit à Austin et subit de nombreux changements de personnel. Après quelques mois, Vaughan fonde Krackerjack, une formation inspirée par Led Zeppelin, avec laquelle il joue notamment en première partie de Wishbone Ash. Vaughan rejoint ensuite Marc Benno and the Nightcrawlers. Il compose quelques titres, participe à des sessions organisées au studio Sunset Sound d'Hollywood, et part en tournée avec le groupe. À partir de 1975, il joue avec Paul Ray and the Cobras et se produit fréquemment chez Antone's, un club d'Austin consacré au blues. Le groupe enregistre un single en 1976. Il quitte The Cobras l'année suivante afin de former Triple Threat Revue avec Lou Ann Barton et W. C. Clark. En 1978, il rebaptise le groupe Double Trouble, en référence à une chanson d'Otis Rush, et recrute le batteur Chris Layton et le bassiste Tommy Shannon, qui avait joué quelques années plus tôt avec Johnny Winter.
En 1982, Double Trouble est programmé au Montreux Jazz Festival grâce à Jerry Wexler. David Bowie repère Stevie Ray Vaughan durant le festival et l'invite à jouer sur son album Let's Dance, qui sort en 1983. Jackson Browne soutient le guitariste en lui offrant des heures de studio. Le producteur John Hammond transmet sa maquette au label Epic Records, qui offre un contrat au guitariste. Le premier album de Stevie Ray Vaughan & Double Trouble, intitulé Texas Flood, est publié en 1983. Le morceau Pride and Joy, qui en est extrait, entre dans le top 20 américain de l'époque. Texas Flood, ainsi que les albums suivants Couldn't Stand the Weather (1984) et Soul to Soul (1985), sont certifiés « disque de platine ».
Aux prises avec la drogue et l'alcool au milieu des années 1980, Vaughan suit une cure de désintoxication en Géorgie à partir de 1986, et s'en sort totalement. Pour son retour, en 1989, il enregistre l'album In Step, qui remporte le Grammy Award du Meilleur disque de Blues contemporain.

### Mort
Le retour de Stevie Ray Vaughan sur le devant de la scène est de courte durée, puisqu'il meurt le matin du 27 août 1990 dans un accident d'hélicoptère, près d'East Troy, dans le Wisconsin.
La veille, il joue avec plusieurs autres artistes dont Phil Palmer, Jimmie Vaughan, Buddy Guy et notamment Eric Clapton, à Alpine Valley, dans le Wisconsin. Pour repartir vers 4 h du matin, quatre hélicoptères attendent les équipes. Vaughan est pressé de rentrer à Chicago et Eric Clapton lui cède sa place dans le sien aux côtés de son staff. L'hélicoptère s'écrase dans le brouillard contre une piste de ski, à peine six cents mètres après son décollage,,.
En septembre 1990 sort Family Style, un album en duo avec son frère Jimmie Vaughan (lui aussi guitariste de blues-rock et ancien membre du groupe The Fabulous Thunderbirds). Jimmie Vaughan coécrit et enregistre par la suite une chanson en hommage à son frère et aux autres guitaristes de blues disparus, intitulée Six Strings Down. Stevie Ray Vaughan est enterré au Laurel Land Memorial Park de Dallas.

## Style musical et influences
Stevie Ray Vaughan a été largement influencé par des musiciens de blues, de jazz et de rock également. Parmi ses nombreuses inspirations de blues, on retrouve : Jimi Hendrix, Albert King, B.B. King, Freddie King, Albert Collins, Johnny "Guitar" Watson, Buddy Guy, Howlin' Wolf, Otis Rush, Guitar Slim, Chuck Berry et Muddy Waters. Parmi ses influences de Jazz on retrouve Django Reinhardt, Wes Montgomery, Kenny Burrell et George Benson.
Stevie Ray Vaughan se rend célèbre par son jeu de scène : il se présente en tenue de cow-boy, avec bottes et chapeau, et reprend à son compte des figures de style rendues célèbres par Jimi Hendrix, comme jouer de la guitare derrière la tête, dans le dos, etc. Il reprend aussi des morceaux de son prédécesseur, entre autres Voodoo Child (Slight Return) et Little Wing.
SRV a été également largement influencé par le guitariste de blues Albert King. Il a joué sur scène avec lui le 6 décembre 1983, reprenant ensemble des titres comme Pride and Joy et Born under a Bad Sign. Un album de leur concert est sorti en 1999, ainsi qu’un DVD en 2010 : In Session (Albert King and Stevie Ray Vaughan). De nombreux « plans » de guitare de Vaughan sont directement inspirés du répertoire d’Albert King.
Son style de jeu est également très marqué par le shuffle, un rythme de blues très répandu dans le Texas blues. On le voit dans des morceaux comme Pride and Joy ou encore Cold Shot.

## Reconnaissance
En 2010, le magazine Rolling Stone le classe tout d'abord 7e dans sa liste des meilleurs guitaristes de tous les temps puis 12e en 2013. Le Rock and Roll Hall of Fame annonce que le guitariste fait partie des artistes qui seront intronisés en avril 2015.

## Vie privée
Stevie Ray Vaughan eut quelques petites amies durant son adolescence ; l'une d'elles, Lindi Bethel, lui inspira le titre Pride and Joy. Le 21 décembre 1979, il épousa Lenora Bailey, entre deux concerts au Rome Inn de Austin. Lenora lui offrit la Stratocaster rouge avec laquelle il écrivit Lenny en son hommage, et il fit du titre de la chanson le surnom de l'instrument. Lorsqu'elle lui demanda de s'installer avec lui, il lui composa et lui dédia Love Struck Baby. Ils divorcèrent en 1988. Stevie retrouva alors le top modèle Janna Lapidus qu'il avait rencontrée en mars 1986 en Nouvelle-Zélande. Ils restèrent en couple jusqu'à sa mort. Stevie n'eut jamais d'enfant.

## Matériel

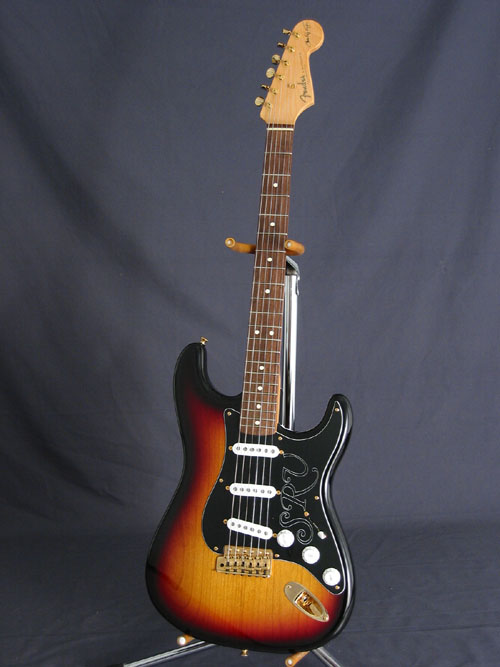
Guitare électrique de marque Fender, modèle Stratocaster, édition spéciale « Stevie Ray Vaughan Signature ».

À ses débuts, Stevie Ray Vaughan a joué sur une Musicraft Messenger, une Fender Broadcaster, une Gibson Les Paul TV Model, une Les Paul Barney Kessel puis une Les Paul Gold Top avec son premier groupe, les BlackBird.
La grande majorité des guitares électriques de Stevie Ray Vaughan furent des Fender Stratocaster.
Sa guitare fétiche était une Fender Stratocaster de 1963, surnommée Number One ou First Wife. Sa femme la lui offrit pour son vingtième anniversaire, c'est en faisant appel à ses amis qui lui prêtèrent de l'argent que Lenora Bailey put l'acheter, dans un pawn-shop  d'Austin, Texas. Ses micros, datés de 1959, possèdent un défaut de bobine de cuivre, ce qui lui donnait un son bien plus gras. Pour imiter le style de Jimi Hendrix, qui jouait en gaucher sur une Stratocaster de droitier, Stevie Ray Vaughan a remplacé son vibrato de droitier par un modèle de gaucher. Cela lui permettait de gagner en vitesse, le vibrato ne nécessitant alors pas de mouvement de poignet pour être pris en main. Ce changement de vibrato n'ayant pas été fait proprement, un autocollant fut collé sous le chevalet pour masquer les défauts. La guitare était extrêmement usée, et le refrettage fréquent, impliquant un ponçage de la touche, a fini par modifier le radius du manche (la touche était de plus en plus aplatie). Le manche d'origine, un manche en D (le plus large des Stratocaster) daté de 1962, finit par être remplacé par le manche de Scotch. Lorsque le manche de Scotch fut cassé lors d'un concert en 1990, il fut changé par une copie spéciale de manche de 1962, commandé chez Fender. À la mort de Stevie Ray Vaughan, le manche d'origine fut remonté.
Lenny, une Stratocaster de 1963, avec un manche en érable, fut offerte à Vaughan par sa femme Lenora en 1980 pour son 26e anniversaire. Stevie Ray Vaughan composa la chanson homonyme dessus. Son manche avait à l'origine une touche en palissandre, mais il le remplaça par un manche (non Fender) en érable offert par Billy Gibbons, guitariste des ZZ Top. Contrairement à ses habitudes, Stevie Ray Vaughan monta des cordes à faible tension sur cette guitare. Il s'en servait principalement pour ses chansons les plus calmes.
Scotch, une Stratocaster de 1961, est devenue sa guitare principale quand l'état de Number One s'est dégradé. Elle était censée être un prix lors d'un show de Stevie Ray Vaughan. Il décida de l'acheter et d'offrir une de ses guitares en échange. Buddy Guy possédait une guitare identique, avec le même pickguard (plaque de protection de la table, sous les cordes) particulier. Lorsque le manche de Scotch fut installé sur Number One, le manche de Red fut installé sur Scotch.
Charley est une copie de Stratocaster créée par Charley Wirz. Cette guitare, à part le manche et la touche, est entièrement blanche, avec une pin-up peinte sur le dos de la guitare. Ses micros sont des Danelectro lipstick tube. À la mort de Charley Wirz en 1984, Stevie Ray Vaughan composa la chanson Life Without You sur cette guitare.
Yellow, une Stratocaster de 1959, fut vendue à Charley Wirz par Vince Martell (en). Volée en 1985 à l'aéroport Albany Airport de New York, elle fut retrouvée et se trouve désormais au Las Vegas Hard Rock Cafe.
Butter est une Stratocaster de 1961 entièrement d'origine.
Stevie Ray Vaughan utilisait également des pédales Tube Screamer Ibanez TS-808 et TS-9, caractéristiques de son son. Il se servait également d'amplis Fender (black-face Fender Vibroverbs, Fender Vibratone, black-face Super Reverb, silver-face Twin Reverbs) et plus rarement un Marshall Combo Amp avec 2 cabines JBL 12".

## Postérité
- En 1991, le frère de Stevie sort The Sky Is Crying, le premier d'une longue série d'albums posthumes à succès.
- En 1991, le gouverneur du Texas Ann Richards déclare le 3 octobre, date de l'anniversaire de Stevie Ray, le « Jour de Stevie Ray Vaughan ».
- En 1992, Fender sort la « Stevie Ray Vaughan Signature Stratocaster », une guitare conçue avec Stevie avant sa mort. Ce modèle est toujours en production en 2022. Il est équipé d'un kit de micros simple bobinage dénommé Texas Special, également mis au point par Fender avec le concours de Stevie Ray Vaughan.
- En 1994, une statue en mémoire de Stevie Ray Vaughan, la Stevie Ray Vaughan Memorial Statue, est érigée à Auditorium Shores, sur les bords de Town Lake à Austin, Texas.
- En 1996, le guitariste Eric Johnson sort son album Venus Isle, sur lequel figure un morceau intitulé S.R.V., un hommage à Stevie Ray Vaughan enregistré avec son frère aîné Jimmie.
- En 2004, Fender sort la « Stevie Ray Vaughan Tribute Model Number One Stratocaster Guitar », réplique de la guitare originale de Stevie Ray Vaughan.
- En hommage à celui qui l'a poussé à apprendre la guitare, John Mayer s'est fait tatouer ses initiales « SRV » sur le bras gauche.

## Discographie

### Albums
- 1983 : Texas Flood
- 1984 : Couldn't Stand the Weather
- 1985 : Soul to Soul
- 1989 : In Step

### En concert
- 1986 : Live Alive
- 1992 : In the Beginning
- 1997 : Live at Carnegie Hall
- 2001 : Live at Montreux 1982 and 1985
- 2006 : Live in Tokyo

### Compilations
- 1991 : The Sky Is Crying
- 1995 : Greatest Hits
- 1999 : The Real Deal: Greatest Hits Volume 2
- 2000 : Blues at Sunrise
- 2000 : SRV (coffret)
- 2002 : The Essential Stevie Ray Vaughan and Double Trouble
- 2003 : Martin Scorsese Presents The Blues - Stevie Ray Vaughan
- 2006 : The Real Deal: Greatest Hits Volume 1

### Collaborations
- 1983 : Let’s Dance avec David Bowie.
- 1989 : Zucchero, Oro, Incenso i Birra (solo de guitare sur la chanson Madre Dolcissima)
- 1990 : The Vaughan Brothers, Family Style
- 1999 : avec Albert King, In Session (en)

## Filmographie

### DVD
- 1983 : « In Session 2010 Albert King and Stevie Ray Vaughan
- 1991 : Pride and Joy
- 1997 : Live From Austin, Texas
- 1999 : Live at the El Mocambo 1983
- 2004 : Live at Montreux 1982 & 1985
- 2006 : Live in Tokyo